# Cristianismo no calcedoniano

Esquema de la taxonomía confesional cristiana

El cristianismo no calcedoniano comprende las ramas del cristianismo que no aceptan las resoluciones de la teológica del Concilio de Calcedonia, el Cuarto Concilio Ecuménico, celebrado en el año 451. Las denominaciones no calcedonianas rechazan la  definición cristológica de Calcedonia, por razones diversas. El cristianismo no calcedoniano se contrapone, pues, al cristianismo calcedonio.
En la actualidad, las Iglesias Ortodoxas Orientales comprenden predominantemente la mayor parte del cristianismo no calcedoniano.

## Presentación
La tradición no calcedoniana más importante es la conocida como Ortodoxia Oriental. Dentro de esta tradición se encuentran varias iglesias cristianas antiguas, como la Iglesia Ortodoxa Copta de Alejandría, la Iglesia Ortodoxa Siria (a veces denominada "jacobita"), la Iglesia Apostólica Armenia, la Iglesia ortodoxa de Etiopía, la Iglesia ortodoxa de Eritrea y la Iglesia ortodoxa de India.
La cristología de la Iglesia de Oriente (es decir, el cristianismo nestoriano) puede denominarse "no efesino" por no aceptar el Concilio de Éfeso, pero sí se reunió finalmente para ratificar el Concilio de Calcedonia en el Sínodo de Mar Aba I en el año 544.
Dentro de los  Patriarcados de Alejandría y Antioch, el rechazo de la definición calcedoniana se convirtió en una causa de cisma. Mientras que el pueblo llano de Egipto y Siria se oponía mayoritariamente al Concilio, la minoría bizantino-griega que formaba la clase dirigente lo aceptaba mayoritariamente. Estas dos partes se disputaban la posesión de las antiguas sedes de Alejandría y Antioquia que formaban, en su momento, la tercera y cuarta sedes más prestigiosas de la Cristiandad, respectivamente. Al final, ninguno de los dos grupos dominó absolutamente ninguna de las dos iglesias. El resultado final fue la existencia de dos patriarcados distintos, el de Alejandría y el de Antioquía, durante casi 1500 años, que continúan en la actualidad. Lo que ahora se conoce como Iglesia Ortodoxa Copta de Alejandría es la facción patriarcal egipcia nativa de Alejandría que rechazó Calcedonia, mientras que la Iglesia ortodoxa de Alejandría está compuesta por aquellos que aceptaron Calcedonia. En el caso de los sirios, la Iglesia Ortodoxa Siria constituye la facción patriarcal de la población nativa sirio-semita, mientras que la Iglesia Ortodoxa Griega de Antioquía está compuesta por los que aceptaron Calcedonia.
En la India y en menor medida en Persia, el cisma que se produjo fue entre los ortodoxos orientales y la Iglesia Asiria de Oriente. Incluso hoy en día, en Kerala, siguen estando presentes tanto la Iglesia Asiria de Oriente como la Iglesia Ortodoxa Siria, junto con una Iglesia Ortodoxa Oriental independiente llamada Iglesia Ortodoxa Siria de Malankara.
En el siglo XVIII y en adelante, el no trinitario y el cristianos unitarios son necesariamente no calcedonianos y tienen sus propias tradiciones separadas, diferentes teologías no trinitarias y políticas. Los mayores grupos de este tipo son la Iglesia de Jesucristo de los Santos de los Últimos Días (movimiento de los Santos de los Últimos Días), los Testigos de Jehová y la Iglesia ni Cristo.